# Josep Ferrer i Esteve
Josep Ferrer i Esteve, citat sovint incorrectament com a Josep Ferrer i Esteve de Pujadas (Girona, 13 de març del 1835 - Barcelona, 7 de març del 1916), fou instrumentista i compositor de música per a guitarra.

## Biografia
De nissaga torroellenca refugiada a Girona durant les guerres carlines, el 1840 la seva família tornà a la població empordanesa. Allí, Josep Ferrer començà a estudiar música amb son pare Joaquim Ferrer i Vidal (La Bisbal), guitarrista i col·leccionista de partitures; a partir de 1860, s'establí a Barcelona, on tingué per mestre Josep Brocà. El 1862, Ferrer començà a donar classes de guitarra, alternant aquesta tasca amb l'ofici de fotògraf. Vint anys més tard s'establí a París, per ensenyar a l'Institut Rudy i a l'Académie Internationale de Musique; també hi oferí gran nombre de concerts de guitarra, que li donaren fama com a instrumentista.
Fou professor del Conservatori del Liceu de Barcelona del 1898 al 1901. Després d'una nova estada a París, s'instal·là definitivament a Barcelona el 1898, on visqué de l'ensenyament i la composició fins a la mort.
El seu catàleg (que alguns estudiosos xifren en tres-centes cinquanta obres i altres rebaixen a un centenar) es compon de peces per a guitarra sola, sovint en l'estil aleshores conegut com a musique de salon, duos per a guitarra i flauta, obres per a piano i cançons; moltes de les seves composicions són de caràcter pedagògic i estan dedicades a alumnes. També escrigué un mètode per a guitarra, que restà inèdit. El fons bibliogràfic de Josep Ferrer passà, a la seva mort, a mans de Domènec Bonet i, cap al 1930, fou venut a Domènec Prat, autor d'un famós Diccionario de guitarristas (vegeu la Bibliografia). En morir aquest darrer, fou dispersat entre els seus alumnes.Tanmateix, algunes de les seves partitures es conserven i custodien al centre de documentació del Museu de la Mediterrània (Torroella de Montgrí, Girona).
El seu mestre, Josep Brocà, li dedicà l'obra La Amistad.

## Obres
La numeració de les obres té lleugeres variacions entre edicions i, a vegades, hi ha un decalatge d'un número o dos. Per exemple, la "Marcha nupcial" és citada com a "op. 61" i com a "op. 62"

### Per a guitarra sola
- Adagio. op. 60
- Agréements du Foyer, trois pièces faciles. op. 32
- El Amable (extret de la Colección 8ª de Ejercicios y preludios)
- La Ausencia, andante sentimental. op. 61
- Balada. op. 59
- Barcarola. op. 54
- Belle, gavotte. op. 24
- Brisas del Parnaso. Quatro piezas. op. 6
- Brise d'Espagne, valse caractéristique. op. 36
- Canto de amor, vals de concierto. op. 20
- Canto del Bardo, capricho. op. 48
- Charme de la Nuit, nocturne. op. 36
- Colección de valses
- Cuatro piezas faciles. op. 50
- Cuatro piezas progresivas. op. 4
- La Danse des Naïades, mazurka. op. 35
- De noche en el lago, fantasía con variaciones. op. 14
- Doce minués. op. 12, dedicada a Francesc Tàrrega
- Dos nocturnos. op. 11
- Dos tangos. op. 19 (Tango número 1, Tango número 2)
- Echos de la Forêt, mélodie-valse. op. 22
- Elegía fantástica. op. 13, dedicada a Josep Brocà
- Los encantos de París, capricho fantástico. op. 16
- L'Estudiant de Salamanque, tango-valse. op. 31
- Fantasía con variaciones sobre un tema de Bériot. op. 3
- Feuilles de Printemps, sis pièces très faciles. op. 27
- La Gallegada, fantasía pastoril con variaciones. op. 15
- Gerbe de Fleurs, quatre pièces faciles. op. 40
- El Gondolero, melodía. op. 51
- La Mascarita, mazurka. op. 52
- Horas apacibles, ocho piezas fáciles. op. 8, dedicada al seu alumne Apel·les Mestres
- Impresiones juveniles, vals brillante. op. 18
- Inquietud. op. 57
- Marcha nupcial. op. 62
- Melodía nostálgica (extret de Estudios, colección 4ª)
- El Mensajero, vals. op. 55
- Minué. op. 49
- Minué. op. 56
- Misiva afectuosa. op. 58
- Nostalgia
- Pensées du Soir, nocturne. op. 43
- Pensées Mélodiques, quatre pièces. op. 37
- Polonesa. op. 10
- Quejas de mi lira: vals. op. 2
- El ramillete, diez pequeñas piezas. op. 5
- Récits Champêtres, trois mélodies. op. 30
- Recuerdos del Montgrí: capricho. op. 1, dedicada al seu mestre Josep Brocà
- Resignation, andante. op. 28
- Rêve du Poëte. op. 43
- Serenata española. op. 63
- Sinceridad, melodía-vals. op. 53
- Soliloquio, nocturno. op. 46
- Les Soupirs, valse. op. 33
- Souvenir du Quinze Août, romance sans paroles. op. 25
- Souvenirs d'Antan, six menuets. op. 39, premi en el concurs internacional organitzat per Acadèmia Literària i Musical de França
- El talismán, vals. op. 7
- Tendresse Paternelle, mélodie expressive. op. 29
- Tres valses. op. 9
- Trois Mélodies. op. 42
- Urania, nocturno. op. 47
- Vals en la menor
- Vals en mi menor
- Veillées d'Automme, quatre pièces faciles. op. 21 (> 1882)
- Veladas Intimas, cuatro piezas. op. 17

### Per a dues guitarres
- Bolero. op. 38, per a piano i una o dues guitarres
- Mazurka, per a dues guitarres
- Mélancolie, nocturne. op. 23, per a flauta i una o dues guitarres
- Minué, per a dues guitarres
- Sérénade Espagnole. op. 34, per a dues guitarres
- Les Sirènes, valse. op. 25, per a banjo i una o dues guitares
- Terpsichore, valse. op. 45, per a dues guitarres
- Vals original, per a dues guitarres

### Adaptacions per a guitarra
- La Calesera, canción andaluza de Sebastián Iradier, per a veu i guitarra
- La Colasa, canción madrileña d'Iradier, per a veu i guitarra
- El Jaque, canción española d'Iradier, per a veu i guitarra

### Obres per a piano
- La craintive. Polka-mazurka, op. 2 (ca. 1882)
- Las dos hermanas: polka mazurca (ca. 1870)
- La exposición: vals (1885)
- El himno de Suez: vals brillante
- La inquieta: polka (ca. 1870)
- Ismalia: galop (ca. 1870)
- Loreto: americana (ca. 1870)
- Misterio: capricho schotisch (1876)
- Le premier salut aux beaux-arts: mélodie variée (ca. 1882)
- La tranquila: redowa (1885)

## Arxius de so
Étude 1 Arxivat 2007-01-02 a Wayback Machine.

 Étude 2 Arxivat 2007-01-02 a Wayback Machine.

 Minué

 Deu arxius Midi